# Норко (Калифорнија)
Норко (енгл. Norco) град је у америчкој савезној држави Калифорнија. По попису становништва из 2010. у њему је живело 27.063 становника.

## Демографија
Према попису становништва из 2010. у граду је живело 27.063 становника, што је 2.906 (12,0%) становника више него 2000. године.
| Група             | 2000.          | 2010.          |
| Белци             | 16.334 (67,6%) | 15.275 (56,4%) |
| Афроамериканци    | 1.481 (6,1%)   | 1.893 (7,0%)   |
| Азијати           | 280 (1,2%)     | 844 (3,1%)     |
| Хиспаноамериканци | 5.504 (22,8%)  | 8.405 (31,1%)  |
| Укупно            | 24.157         | 27.063         |